# Mōdraniht
Mōdraniht o Modranicht (inglés antiguo para "Noche de las Madres") fue un evento celebrado en lo que ahora es Nochebuena por los paganos anglosajones. El evento está atestiguado por el historiador inglés medieval Beda en su obra latina del siglo VIII De temporum ratione. Se ha sugerido que pueden haber ocurrido sacrificios durante este evento. Los estudiosos han propuesto conexiones entre el Mōdraniht anglosajón y eventos atestiguados entre otros pueblos germánicos (específicamente aquellos que involucran a las dísir, seres ancestrales femeninos colectivos, y a Yule), y los germánicos Matres and Matronae, seres femeninos atestiguados a modo de altar e inscripciones votivas, apareciendo casi siempre en tríos.

## Atestación
En De temporum ratione, Bede escribió que los paganos anglosajones:

Incipiebant autem annum ab octavo Calendarum Januariarum die, ubi nunc natale Domini celebramus. Et ipsam noctem nunc nobis sacrosanctam, tunc gentili vocabulo Modranicht, id est, matrum noctem appellabant: ob causam et suspicamur ceremoniarum, quas in ea pervigiles agebant.
... comenzaban el año en la octava calendas de enero [25 de diciembre], cuando celebraban el nacimiento del Señor. Aquella misma noche, que nosotros consideramos tan sagrada, solían llamar con la palabra pagana Modranecht, esto es, "noche de las madres", porque (sospechamos) de las ceremonias que representaban toda esa noche.

## Teorías e interpretaciones
Los eruditos han vinculado estas Modra ("Madres") con las germánicas Matres and Matronae. Rudolf Simek dice que Mōdraniht "como festival sacrificial germánico debe asociarse con el culto de las matronas de los pueblos germánicos occidentales por un lado, y al dísablót y la Disting ya conocido en la Escandinavia medieval, por otro lado, y cronológicamente debe verse como un vínculo de conexión entre estas formas germánicas de culto".
Simek proporciona una discusión adicional sobre la conexión entre Mōdraniht, dísir y las nornas. Los eruditos han colocado el evento como parte del período invernal germánico de Yule.
Con respecto a la atestiguación de Bede, Philip A. Shaw comentó en 2011 que "el hecho de que el modranect de Bede puede ser hasta cierto punto confirmado por las inscripciones votivas romano-germánicas a las matronas al menos indica que no debemos ser demasiado rápidos para descartar la otra evidencia que proporciona para las deidades anglosajonas".